# Santa Caterina del Sasso

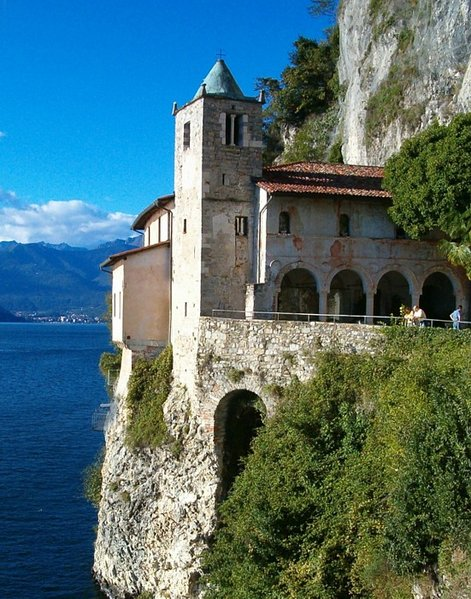
Santa Caterina del Sasso

Das Kloster Santa Caterina del Sasso Ballaro (eigentlich Eremo di Santa Catarina del Sasso Ballara) war ursprünglich eine Einsiedelei. Es liegt heute in der italienischen Gemeinde Leggiuno in der Provinz Varese.
Im 13. Jahrhundert bauten Dominikaner das Gebäude zu einem Kloster um. Das Kloster wird seit April 2019 von der Franziskanischen Gemeinschaft von Betanien geführt und ist das Ziel vieler Wallfahrten.

## Lage
Die Klosteranlage liegt direkt am Lago Maggiore und ist wie viele ehemalige Einsiedeleien an einer schwer zugänglichen Stelle an einem Fels erbaut. Es ist heute von der See- und von der Landseite erreichbar; man kann das Kloster   über eine steile Treppe oder einen Aufzug erreichen.

## Baugeschichte
Der Bau wurde Anfang des 13. Jahrhunderts begonnen, die Hauptarbeiten datieren aber um 1300/1320. Der Kern des Baukomplexes ist die kleine Kirche, die der hl. Katharina von Alexandrien geweiht ist. Der Beiname del sasso bedeutet, dass das Gebäude auf einem Felsen steht; Sasso Ballaro verweist auf einen Felsrutsch im Jahr 1640, der erhebliche Schäden verursachte. Sasso ballaro bedeutet in etwa Wackelfelsen. 
Der Überlieferung zufolge stiftete der Kaufmann Alberto Besozzi das Kloster, nachdem er auf dem See einen Schiffbruch glücklich überstanden hatte. Er wurde später Eremit und ist in der Kirche bestattet. Im Jahr 1230 erbauten Dominikaner den kleinen Konvent und das Oratorium. Um 1450 wurden zusätzliche Treppenhäuser eingezogen, die die einzelnen Gebäudeteile miteinander verbanden. In den folgenden Jahrhunderten wurde das Kloster mehrmals umgebaut und erweitert, um den wachsenden Pilgerströmen mehr Raum bieten zu können.
Der Kirchturm aus dem 14. Jahrhundert ist noch romanisch. Die Renaissance-Dekorationen an der heutigen Fassade stammen aus dem 15. Jahrhundert. Die zahlreichen Fresken im ehemaligen Refektorium, der Laubengang, die Kirche aus dem 14. bis 17. Jahrhundert und die Malereien in der Kirche sind im Stil des Barock gehalten.
Wegen der extremen Hanglage drohte das Kloster im 20. Jahrhundert auseinanderzubrechen, und man begann 1970, die gesamte Anlage samt der umgebenden Felsenzone einzurüsten und zu restaurieren. Im Zuge der umfangreichen Restaurierungsmaßnahmen wurde das gesamte Fundament der Klosteranlage, sowohl was den Fels als auch was die Grundmauern angeht, mit Stahlzügen gesichert, die tief im Berg verankert sind, damit es nicht noch einmal zu gefährlichen und die Existenz des Klosters bedrohenden Bodenverschiebungen kommt. Nach 16 Jahren konnte die Kirche wieder eröffnet werden.
Das Innere der Kirche ist auf Grund der Steillage und des schwierigen Baugrundes der Krümmung des Berges angeglichen. Sie ist reich freskiert, wenn hier auch Feuchtigkeitsschäden erhebliche Teile der Malerei zerstört haben. Die Fresken stammen vorwiegend aus dem 16. Jahrhundert und wurden im 17. Jahrhundert mit einigen Blumenmotiven zusätzlich ausstaffiert. Im Zentrum der Kirche steht der Sarkophag des Gründers, des Eremiten Alberto. Auf dem Innenhof, der die Kirche vom Konventsgebäude trennt, steht eine alte Weinpresse von 1769.